# Глебов, Фёдор Иванович
Фёдор Иванович Глебов (31 декабря 1734 — 29 ноября 1799) — генерал-аншеф екатерининского времени (1782), сенатор (1781), заказчик строительства усадьбы Знаменское-Раёк. Один из самых высокопоставленных и богатых представителей рода Глебовых.

## Биография
Фёдор Глебов родился в семье генерал-аншефа Ивана Фёдоровича Глебова (1707—74) и его супруги Прасковьи Ивановны (1704—82). Второй из четырёх братьев Глебовых.
1 января 1742 года 7-летним мальчиком записан своим отцом готландером в артиллерию. 20 июня 1747 года он был произведен из каптенармусов в сержанты. 21 апреля 1750 года Ф. И. Глебов стал штык-юнкером.
В 1751 году Фёдор Иванович Глебов был переведен в качестве инженерного офицера в Новую Сербию, где, находясь под командованием своего отца, командовавшего над сербами-переселенцами, принимал участие в постройке крепости Св. Елизаветы.
25 апреля 1753 года Ф. И. Глебов был произведен в подпоручики, 25 декабря 1755 года стал флигель-адъютантом при генерал-фельдцейхмейстере графе П. И. Шувалове. 1 января 1757 года получил чин капитана.
Во время Семилетней войны в июне 1757 года Фёдор Иванович Глебов был командирован за границу во французскую армию, находившуюся в Вестфалии под командованием маршала Луи д’Эстре. 1 января 1758 года получил чин майора. В феврале того же года вернулся в Россию. Затем Ф. И. Глебов был назначен в действующую армию, 14 августа 1758 года участвовал в сражении при Цорндорфе, за что 1 января 1759 года был произведен в подполковники артиллерии. В 1760 году служил в корпусе генерал-майора графа Готтлоба Тотлебена и участвовал в набеге на Берлин. В 1761 году Фёдор Глебов находился в корпусе генерал-поручика графа З. Г. Чернышева под командованием австрийского генерал-фельдцейхмейстера барона Эрнеста Лаудона, участвовал во взятии Швейдница.
15 февраля 1762 года Ф. И. Глебов был произведен в полковники артиллерии, а 14 ноября 1763 года стал бригадиром армии и командиром Нижегородского карабинерского полка. 24 ноября 1764 года он получил чин генерал-майора. В 1765—1767 годах служил в Московской дивизии.

В 1769 году Фёдор Иванович Глебов принял участие в русско-турецкой войне (1768—1774). Служил в первой русской армии под командованием генерал-аншефа князя А. М. Голицына и участвовал в осаде Хотинской крепости. 19 апреля 1769 года участвовал в разгроме турецкой армии под командованием Караман-паши и взятии вражеского ретраншемента под стенами Хотина. Он во главе вятского и московского карабинерских полков был оставлен под Хотином и находился там до отступления русской армии, затем был послан с бригадой для отражения Абаза-паши, напавшего на обоз русской армии, разбил его и преследовал до реки Прут. 

Фрагмент усадьбы Глебова «Знаменское-Раёк» (архитектор Н. А. Львов)

2 июля 1769 года генерал-майор Фёдор Иванович Глебов вновь находился под Хотином, а 29 августа того же года, командуя пятью кавалерийскими полками, участвовал в разгроме турецкой армии под предводительством великого визиря Али Молдаванджи-паши, за что получил в награду орден Святой Анны. 8 сентября 1769 года он участвовал в штурме Хотина. В 1770 году, находясь под командованием графа П. А. Румянцева, командовал четырьмя пехотными полками и поддерживал сообщение русских войск с Подолией. 21 июля 1770 года участвовал в разгроме турецко-татарской армией в битве на реке Кагул.
10 августа 1770 года Ф. И. Глебов перешёл под командование генерал-поручика графа Я. А. Брюса. В сентябре того же года фельдмаршал Румянцев приказал его корпусу Глебова (8 полков пехоты, 3 полка гусар и 1 полк карабинеров) взять город Браилов. 26 сентября он осадил город, отражая частые вылазки турок. В ночь на 24 октября Ф. И. Глебов двинулся на приступ, но потерпел неудачу, потеряв около 500 убитыми и более 1300 ранеными. Подошедший турецкий корпус, высланный на помощь гарнизону Браилова, вынудил Глебова снять осаду и отступить к Максимени на р. Серет. Получив подкрепления от Румянцева, Фёдор Глебов вторично осадил Браилов. Турки, опасаясь новой осады, оставили крепость и отступили за р. Дунай. 10 ноября 1770 года русские войска вступили в Браилов.

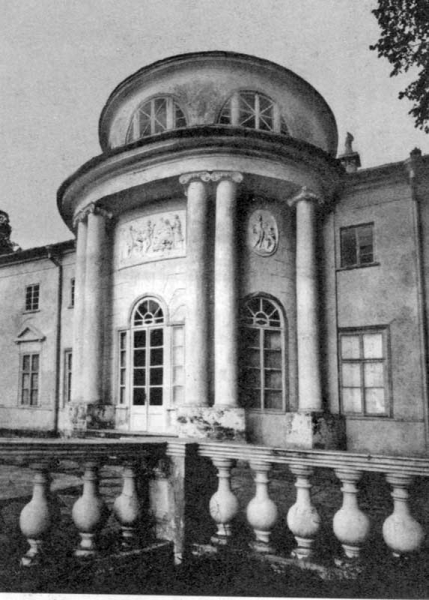
Подмосковная усадьба «Елизаветино»

1 мая 1772 года генерал-майор Ф. И. Глебов, проведя более трех лет в походах, был уволен в годовой отпуск, после возвращения в действующую армию он был отправлен в тремя полками на Силистрию, чтобы усилить русские войска, атаковавшие город с левого берега Дуная, а также для поддержки корпусов генерал-майора барона Карла Унгерна и генерал-майора князя Ю. В. Долгорукова.
21 апреля 1773 года Фёдор Иванович Глебов был произведен в генерал-поручики. В июне 1773 года, командуя кавалерией 1-й дивизии, при которой находился сам фельдмаршал Румянцев, участвовал в осаде Силистрии.
В 1775 году Ф. И. Глебов командовал русскими войсками, расположенными в Польше, и получил от короля Речи Посполитой Станислава Понятовского ордена Белого орла и Святого Станислава. Затем он служил в финляндской дивизии, а в 1777 году командовал дивизией в Ревеле.
28 июля 1781 года Фёдор Иванович Глебов был назначен сенатором (с 4 августа 1781 года присутствовал в 3-м департаменте Сената, а с 4 декабря 1782 года во 2-м департаменте).
28 июля 1782 года Ф. И. Глебов был произведен в генерал-аншефы, 24 ноября того же года его наградили орденом св. Александра Невского.
18 марта 1791 года Фёдор Глебов уволился из Сената из-за болезни на 2 года с сохранением жалованья, а 2 мая 1793 года его отпуск был продлен до 1 января 1794 года. 7 августа 1794 года по своему прошению Ф. И. Глебов был уволен со службы с сохранением получаемого жалованья.
29 ноября 1799 года Фёдор Иванович Глебов скончался. Его похоронили в московском Донском монастыре. Поэт князь И. M. Долгоруков посвятил его памяти два стихотворения: «На кончину Ф. И. Глебова» и «Надгробная», строки из которого по просьбе вдовы были выбиты на надгробии сего «почтенного генерала Екатеринина войска». (надписи не сохранились).
Густав Штрандман, служивший под начальством Фёдора Ивановича Глебова в Ревеле, в своих «Записках» дает такую его характеристику:
Он один из добродушнейших людей, которых я когда-либо видел. С подчиненными он и жена его были очень учтивы, и оба пользовались в Ревеле большим уважением, как за свою приветливость и вежливость, так особенно за то, что жили богато и каждый день принимали гостей. Он ужасно любил играть в карты.

## Семья и дети

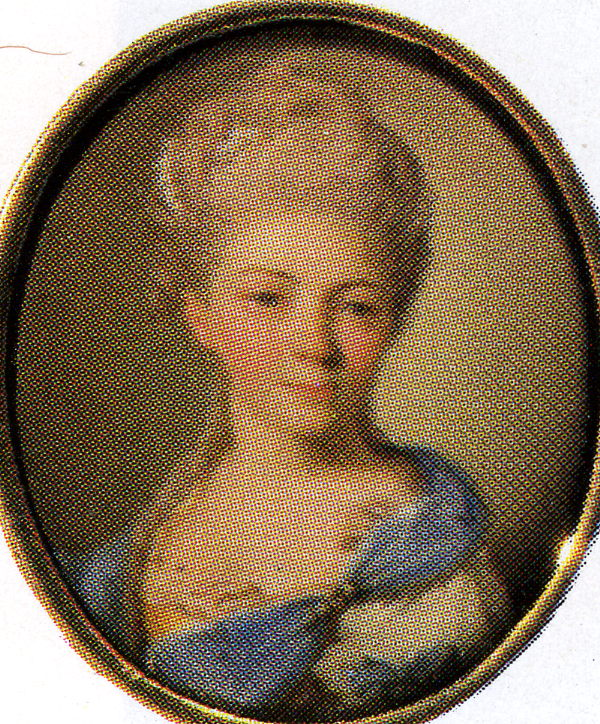
Елизавета Петровна Глебова-Стрешнева

В 1765 году женился на княжне Александре Ивановне Дашковой (1738—1769), сестре князя Михаила Ивановича Дашкова, внучке генерал-аншефа М. И. Леонтьева. В браке родилась дочь:
- Александра (1766—1796), жена (с 16.04.1787) генерал-майора князя Дмитрия Михайловича Щербатова (1760—1839), сына историографа и памфлетиста М. М. Щербатова. Венчались в Петербурге в соборе Св. Исаакия Далматского. Барон Строганов сватал её за своего племянника И. М. Долгорукова, который, однако, увильнул от брака, ибо находил в лице невесты «нечто злое»[2].

Через три года после смерти первой жены вступил во второй брак, с Елизаветой Петровной Стрешневой (1751—1837), наследницей подмосковной усадьбы Покровское-Стрешнево и других имений древнего рода Стрешневых. Для молодой жены генерал Глебов выстроил в конце Покровского парка изящный усадебный дом, наречённый в её честь Елизаветиным. В день коронации императора Николая I его вдова была пожалована в статс-дамы; похоронена она рядом с мужем и сыновьями Петром Федоровичем и Дмитрием Федоровичем в Донском монастыре. В браке имела четырёх детей, но двое из них (сын и дочь) умерли в младенчестве.
- Пётр Глебов-Стрешнев (1773—1807), генерал-майор, шеф Ольвиопольского гусарского полка, умер от ран. Женат на княжне Анне Васильевне Друцкой-Соколинской, дочери полковника, во втором браке за А. Д. Лесли (дети от её первого брака воспитывались Елизаветой Петровной). Единственный из детей Федора Ивановича и Елизаветы Петровны, оставивший потомство, что не дало прерваться роду Глебовых-Стрешневых[4].
- Иван Глебов-Стрешнев (06.12.1779[5]— ?), крещен в Исаакиевском соборе, крестник брата Петра.
- Дмитрий Глебов-Стрешнев (1782—1816), камер-юнкер, умер холостым. Мать никогда не разрешала ему ни жениться, ни служить. Жил во флигеле большого дома на Никитской и часто сказывался больным, чтобы не видеться с матерью и не подвергаться её дисциплине.

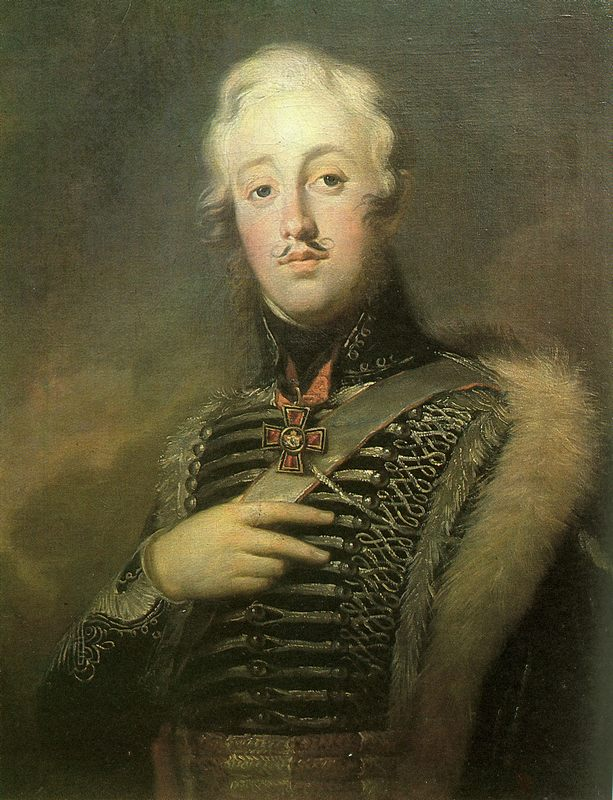
Пётр Фёдорович Глебов-Стрешнев
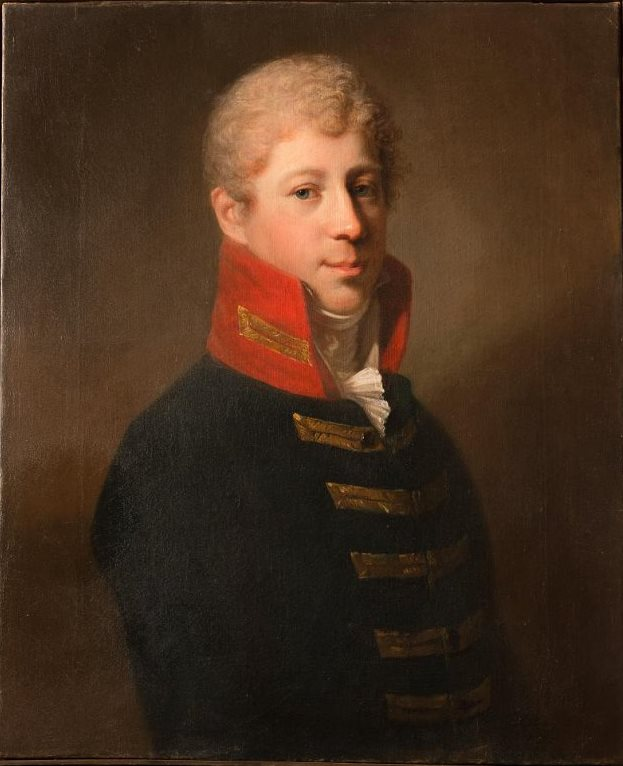
Дмитрий Фёдорович Глебов-Стрешнев